# Lupinus sericens
Lupinus sericens är en ärtväxtart. Lupinus sericens ingår i släktet lupiner, och familjen ärtväxter. Utöver nominatformen finns också underarten L. s. flexuosus.